# Бирюков, Константин Михайлович
Константин Михайлович Бирюков (1924—1943) — младший лейтенант Рабоче-крестьянской Красной Армии, участник Великой Отечественной войны, Герой Советского Союза (1943).

## Биография
Константин Бирюков родился в 1924 году в селе Столыпино (ныне — Никольского района Пензенской области) в крестьянской семье. Получил неполное среднее образование, после чего работал в колхозе. В 1942 году был призван на службу в Рабоче-крестьянскую Красную Армию. С мая 1943 года — на фронтах Великой Отечественной войны, участвовал в боях на Воронежском фронте. К сентябрю 1943 года младший лейтенант Константин Бирюков командовал взводом 2-й стрелковой роты 71-го стрелкового полка 30-й стрелковой дивизии 47-й армии Воронежского фронта. Отличился во время битвы за Днепр.
26 сентября 1943 года одним из первых в своём батальоне Бирюков переправился через Днепр в районе села Студенец Каневского района Черкасской области Украинской ССР. 2 октября, в ходе отражения вражеской контратаки, когда последний пулемётный расчёт вышел из строя, Бирюков лично лёг за станковый пулемёт и открыл огонь, уничтожив большое количество солдат и офицеров противника. В этом бою Бирюков погиб. Похоронен в братской могиле в селе Студенец.
Указом Президиума Верховного Совета СССР от 25 октября 1943 года за «образцовое выполнение боевых заданий командования на фронте борьбы с немецко-фашистскими захватчиками и проявленные при этом мужество и героизм» младший лейтенант Константин Бирюков посмертно был удостоен высокого звания Героя Советского Союза. Также был награждён орденом Ленина.

## Память
- Бюст Бирюкова установлен на аллее Героев в городе Никольск Пензенской области.
- В годы Советской власти имя Бирюкова носила пионерская дружина никольской школы № 3.
- Также имя Героя носит Междуреченская школа (ранее также его имя носила пионерская дружина)[1].